# Solitaire bulgare
 (avril 2020).
Pour les articles homonymes, voir Solitaire.
En mathématiques, le solitaire bulgare est un jeu de cartes popularisé par Martin Gardner en 1983.

## Principe
On pose {\displaystyle N} cartes en plusieurs piles. Puis, à chaque tour, on prend une carte de chaque pile (en ignorant les piles ne contenant plus de cartes) pour en former une nouvelle.

## Propriétés
Si {\displaystyle N} est un nombre triangulaire (c'est-à-dire {\displaystyle N=1+\dots +k} pour un certain {\displaystyle k}), alors le solitaire bulgare atteint en au plus {\displaystyle k^{2}-k} coups la configuration stable qui consiste en des piles de {\displaystyle 1,\dots ,k} cartes.
Si {\displaystyle N=1+\dots +k+r} avec {\displaystyle 1\leq r\leq k} n'est pas un nombre triangulaire, le solitaire bulgare n'atteint pas un état stable mais un cycle limite de période {\displaystyle k+1}.

## Solitaire bulgare aléatoire
Un solitaire bulgare aléatoire ou solitaire bulgare stochastique est la chaine de Markov finie que l'on obtient en prenant pour chaque pile une de ses cartes avec probabilité {\displaystyle p\in ]0,1]}. Le solitaire bulgare classique correspond à {\displaystyle p=1}.
En 2004, le probabiliste Serguei Popov (en) démontra que le solitaire bulgare aléatoire suit la plupart du temps une distribution à peu près triangulaire.